# Apeadeiro de Bouro
O Apeadeiro de Bouro é uma gare ferroviária encerrada na Linha do Oeste, que servia a localidade de Serra do Bouro, no concelho de Caldas da Rainha, em Portugal.

## História

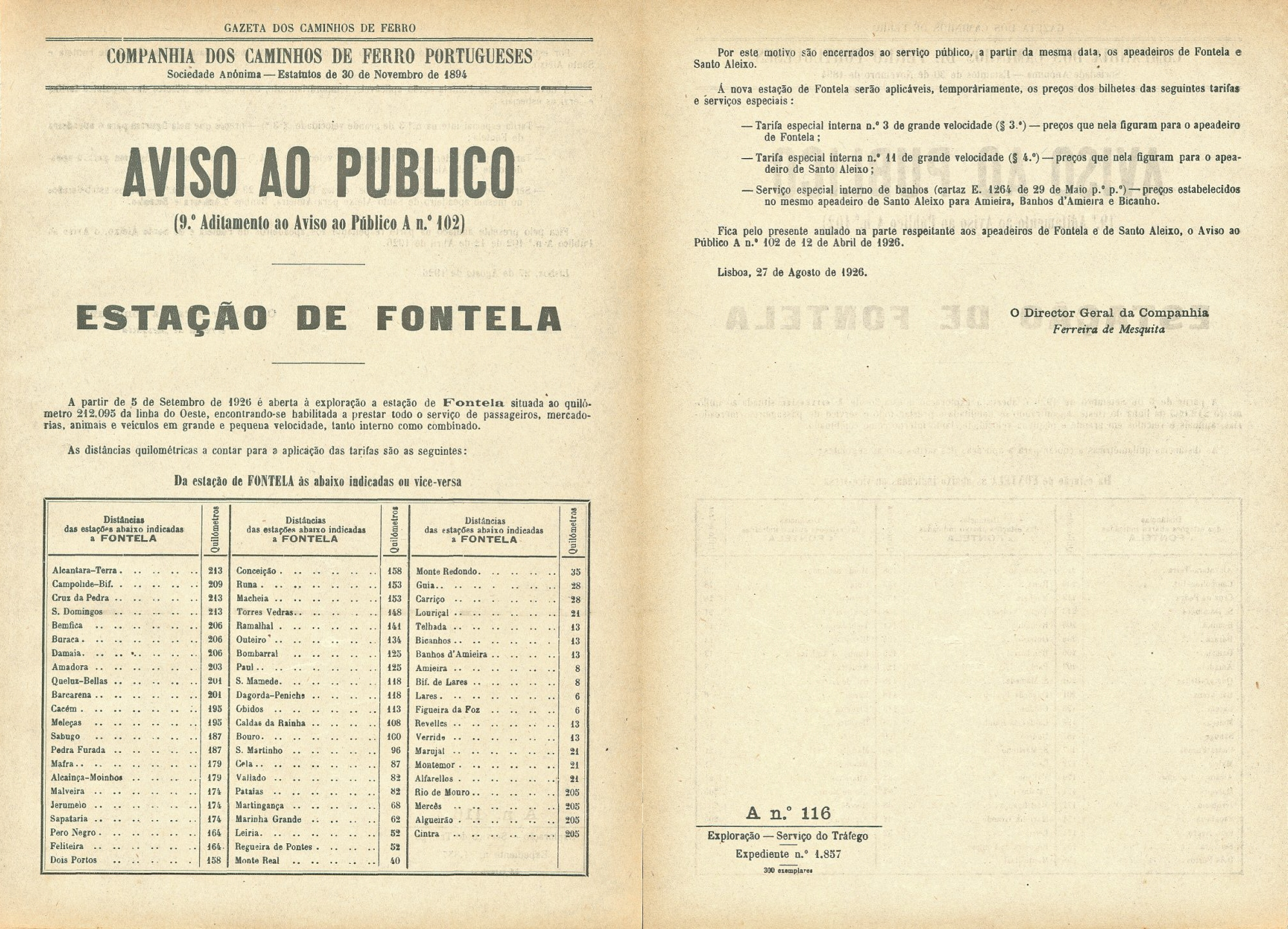
Aviso de 1926, onde se faz referência ao apeadeiro de Bouro.

Este apeadeiro faz parte do troço entre Torres Vedras e Leiria da Linha do Oeste, que abriu ao serviço em 1 de Agosto de 1887, pela Companhia Real dos Caminhos de Ferro Portugueses.